# Syndrome de Nimègue
Décrit en 1981, le syndrome de Nimègue, en anglais Nijmegen breakage syndrome abrégé en NBS, est une maladie autosomique récessive rare. Elle associe :
- petite taille
- microcéphalie d’apparition progressive
- perte progressive des fonctions cognitives
- des infections des poumons et des sinus à répétitions
- une prédisposition aux tumeurs malignes en particulier au lymphome
- et chez les femmes atteintes par ce syndrome une ménopause précoce

La mutation la plus fréquente est la mutation 657del5 qui est retrouvé dans 100 % des cas dans les populations slaves.

## Description
Les enfants présentent généralement un petit poids à la naissance. La microcéphalie est présente dès la naissance ou apparaît secondairement La croissance de ces enfants est faible et leur taille ne dépasse pas le troisième centile.

À mesure que l’enfant grandit, les caractéristiques faciales sont plus nettes : front fuyant, grand nez, joues proéminentes et petit menton.

Les infections sont fréquentes surtout pulmonaires. Diarrhée et infection urinaire sont habituelles.

Un tiers des individus développeront une tumeur maligne.

## Diagnostic

### Biologique
Déficit de l’immunité cellulaire et humoral
- Agammaglobulinémie chez un tiers des patients
- Diminution de la concentration des CD3 et CD4

Fragilité des chromosomes
- Inversion et translocation impliquant les chromosomes 7 et 14 retrouvées dans 10 à 50 % des lymphocytes. La section (breakage) implique les locus 7p13, 7q35, 14q11, et 14q32. Ces loci sont responsables des gènes des immunoglobulines et des T-récepteurs.

## Sources
- (en) Patrick J Concannon, Richard A Gatti, Nijmegen Breakage Syndrome in GeneTests: Medical Genetics Information Resource (database online). Copyright, University of Washington, Seattle. 1993-2005